# Cpudyn
cpudyn es un programa de computadora que controla de forma dinámica la frecuencia
del procesador dependiendo de su actividad. Se ejecuta en forma de daemon y su funcionamiento está destinado a usarse en computadoras portátiles para reducir su consumo y temperatura. Se ha reportado su correcto funcionamiento en variedad de portátiles en plataformas GNU/Linux.
Se encuentra incluido en los repositorios de la distribución Linux Debian y su código se distribuye en formato fuente o compilado para 12 arquitecturas distintas, incluyendo la familia de procesadores Motorola 680x0, muy usados en la década de los 80 por los computadores Amiga y Atari.